# Ischnochiton substriatus
Ischnochiton substriatus är en blötdjursart som beskrevs av Kaas och Van Belle 1990. Ischnochiton substriatus ingår i släktet Ischnochiton och familjen Ischnochitonidae. Inga underarter finns listade i Catalogue of Life.